# Pheidole melanogaster
Pheidole melanogaster är en myrart som beskrevs av Horace Donisthorpe 1943. Pheidole melanogaster ingår i släktet Pheidole och familjen myror. Inga underarter finns listade i Catalogue of Life.